# John Freeman (político británico)
John Horace Freeman (19 de febrero de 1915-20 de diciembre de 2014) fue un político, diplomático y locutor británico.

## Carrera política
Fue miembro laborista del Parlamento (MP) de Watford desde 1945 hasta 1955. 

## Periodismo y carrera pública
Freeman se convirtió en presentador de Panorama y fue editor del New Statesman de 1961 a 1965. También presentó el programa de entrevistas de televisión de la BBC, Face to Face.